# Idaea enargeia
Idaea enargeia là một loài bướm đêm trong họ Geometridae.